# Discophyton rudyi
Discophyton rudyi är en korallart som först beskrevs av Verseveldt och van Ofwegen 1992.  Discophyton rudyi ingår i släktet Discophyton och familjen Alcyonidae. Inga underarter finns listade i Catalogue of Life.